# Ctenolimnophila alpina
Ctenolimnophila alpina är en tvåvingeart. Ctenolimnophila alpina ingår i släktet Ctenolimnophila och familjen småharkrankar.

## Underarter
Arten delas in i följande underarter:
- C. a. alpina
- C. a. fulvipleura
- C. a. fumipennis
- C. a. pallipes